# Komagata Maru (1890)
El Komagata Maru fue un buque de vapor propiedad de la naviera Shinyei Kisen Goshi Kaisa de Japón. Fue construido como carguero en 1890, previamente conocido como Stubbenhuk y más tarde como Sicilia, cuando navegó para dos diferentes compañías navieras alemanas.

## Historia operacional

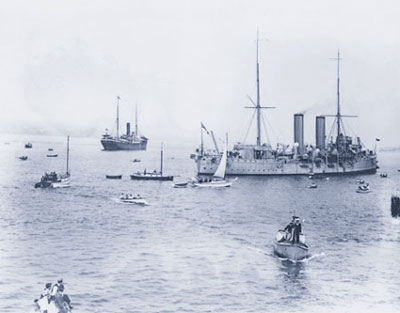
El Komagata Maru (en segundo plano) y el HMCS Rainbow en el puerto de Vancouver, julio de 1914.

El buque fue construido y botado por Charles Connell and Company de Scotstoun, Glasgow (Escocia) el 13 de agosto de 1890. Finalizado en septiembre de 1890, fue entregado a la compañía alemana Dampfschiff Rederei Hansa de Hamburgo, y fue registrado con el nombre de Stubbenhuk. Más tarde, en 1894, fue adquirido por la compañía Hamburg America Line de Alemania, para la que navegó bajo el nombre de Sicilia.
Adquirida por la compañía japonesa Shinyei Kisen Goshi Kaisha en 1913, el buque recibió el nombre de Komagata Maru.
En 1914 el Komagata Maru fue un punto de atención mundial al protagonizar el llamado Incidente del Komagata Maru, que envolvió a sus 354 pasajeros de la India, que intentaron infructuosamente emigrar a Canadá. Para acomodar a los pasajeros, la cubierta inferior fue limpiada y preparada con letrinas y bancos de madera. El Komagata Maru volvió a la India donde, tras desembarcar del buque, algunos de los pasajeros murieron en un incidente con la policía del lugar.
En 1924, el buque fue renombrado Heian Maru, y acabó su carrera el 11 de febrero de 1926 en el cabo Soyedomari, en Hokkaidō, Japón, donde se hundió.